# 十和田八幡平駅伝競走全国大会
十和田八幡平駅伝競走全国大会（とわだはちまんたいえきでんきょうそうぜんこくたいかい、愛称：十八駅伝【じゅっぱちえきでん】）は、十和田八幡平国立公園内のコースで、1948年（昭和23年）から行われている駅伝競走であり、毎年8月7日に開催される。

## 概要
発端は、日本マラソンの父と称される金栗四三が「日本人選手が国際的なマラソンレースで勝利するためには、厳しい真夏の時期にトレーニングを行い、体力をつけることが必要である」と提唱されたことが始まりであるとされている。
戦後の混迷期に、鹿角地区青年会がスポーツで活気を取り戻そうと、1948年、炎天下の夏季駅伝として第1回大会を開催した。

## コース
起伏の激しい標高差818m、全長73.8kmの十和田八幡平国立公園の大自然の中を5区間を走破する設定となっている。
- 1区（13.6 km）: 十和田湖休屋⇒中滝柳沢商店前
- 2区（13.4 km）: 中滝柳沢商店前⇒大湯温泉振興プラザ
- 3区（16.3 km）: 大湯温泉振興プラザ⇒秋田県信花輪支店前
- 4区（16.4 km）: 秋田県信花輪支店前⇒熊沢自治会館前
- 5区（14.1 km）: 熊沢自治会館前⇒八幡平大沼

## 大会名の変遷
- 第1回 - 第2回0 : 北部七県十和田湖、八幡平観光コース駅伝競走大会
- 第3回 - 第0n回 : 全国府県対抗十和田八幡平観光コース駅伝競走大会（兼第1回北奥羽高校駅伝競走大会）
- 第4回 - 第0n回 : 都道府県対抗十和田八幡平観光コース駅伝競走大会（兼第2回東北高校駅伝競走大会）
- 第5回 - 第0n回 : 十和田八幡平駅伝競走全国大会（兼第3回東日本高等学校対抗）
- 第6回 - 第0n回 : 十和田八幡平駅伝競走全国大会（兼第4回東日本高等学校対抗）
- 第7回 - 第75回 : 十和田八幡平駅伝競走全国大会

0
※第40回以降は5年おきに記念大会として実施（第40回、第45回、第50回、第55回、第60回、第65回、第70回）
※第73回、第74回は中止。

## 歴代優勝・出場チーム
- 十和田八幡平駅伝競走全国大会大会記録 （鹿角市役所ホームページ内）

- 第75回大会（2022年、web.archive.org によるアーカイブ）
  - 男子の部 / 女子の部 / 出場選手最終オーダー

## テレビ放送
毎年後援の秋田テレビ制作で1時間のダイジェスト版が録画放送され、東北のフジテレビ系列（岩手めんこいテレビ・仙台放送・さくらんぼテレビ・福島テレビ）と青森テレビでネットされている。また、北海道文化放送（2012年まで）やtvk、テレビ静岡、東海テレビ、岡山放送、テレビ大分、テレビ宮崎（2010年のみ）などでも後日放送されている。